# Башкирская Тигирменева
Башкирская Тигирменева (Нижне-Тигирменева) — деревня Байкибашевской волости Бирского уезда Уфимской губернии. С деревней мещеряков Верхне-Тигирменева образовала современную башкиро-татарскую деревню Тегерменево в составе Староакбуляковского сельсовета Караидельском районе Республики Башкортостан Российской Федерации. Находилась на реке Байки.

## Топоним
Ойконим Башкирская Тигерменева приводится в переписи 1920 года и определён преобладающей национальностью в деревне (башкиры) в отличие от деревни Тигерменева, где проживали мещеряки.
Ойконим Нижне-Тигирменева парный к Верхне-Тигирменева (другое название деревни Тигерменева), оба на реке Байки.

## География
Согласно «Сборнику статистических сведений по Бирскому уезду» (1899) Тегерменева /Бугазы находится у южного края владения, в 90 верстах от уездного города, в 10 верстах от села Байки; на р. Байка.
По данным 1926 года Нижне-Тигирменева/Башк. Тигирменева в 15 верстах от волостного центра — деревни Байкибашево.

## История
На 1920 год в Байкибашевской волости зафиксированы деревни Нижне-Тигирменева, она же Башкирская Тигерменева и Верхне-Тигирменева, она же Тигерменева (448/505 жителей — мещеряки).

## Население

### Национальный состав
Проживали башкиры.

## Инфраструктура
В «Сборнике статистических сведений по Бирскому уезду» (1899) так говорится о деревне Тегерменева /Бугазы:
«Население: башкиры-вотчинники, в числе 20 дворов и 12 ревизских душ (было 62 души, из них 20 душ выселились в выс. Надым и др.). Пашня по ровному месту со склоном на восток; дальний конец в 5 верстах от селения. Распахана лет 30 из-под соснового леса. Почва — чернозем. Подпочва — бурая глина. На полях встречаются сорные травы и немного гальки. Хозяйство бессистемное. Сеют обычные хлеба. Пашут сабанами и однолошадными сохами. В селение 2 веялки. Огороды разводятся для себя. Скот — местных город, пасется, кроме выгона, по жнивью, осенью — по лесу. Лес от селения на север, по косогору. Насаждение средней полноты. Рубят без дележа. Избы топят покупными дровами из Каратанынской дачи. Оброчная статья: 2 мельничных места (6 десятин), в аренде на 18 лет, по 100 рублей в год. Выгон присельный. Сенокос суходольный. Сеном своим обходятся».
Справочник «Населенные пункты Башкортостана» 1926 года пишет о деревне Башкирская Тигирменева: в 1920 году на 35 дворов  97/97 жителей — башкиры; на 1926 год — 22 двора.